# Basauri
Basauri ist eine Stadt in der Provinz Bizkaia in der Autonomen Gemeinschaft Baskenland in Nordspanien.

## Lage
Basauri liegt in der Metropolregion des Großraums Bilbao, in einer kleinen Fluss-Ebene am Zusammenfluss der beiden wichtigsten Flüsse der Provinz Biskaya dem Nervión und dem Ibaizabal. In Basauri treffen sich auch die Straßen von Orduña und Durango, die dem Verlauf der beiden Flüsse folgen. Ein Stadtviertel hat seinen Namen von der Gabelung beider Wege: Bidebieta (zwei Wege). Von dem Flussgebiet, wo die Gemeinde entstanden ist, steigt das Land nach Südwesten allmählich an zum Berg Malmasín (361 m), der sich zwischen Basauri, Arrigorriaga und Bilbao erhebt.

## Geschichte
Basauri tritt zu Beginn des 16. Jahrhunderts als eigenständiges politisches Gebilde auf. Bis dahin war der Ort der Gemeinde von Arrigorriaga zugehörig. Mit dem Bau der Kirche San Miguel de Basauri bildete sich ab 1510 die eigenen Gemeinde. Basauri war erst ab 1858 in der Generalversammlung von Guernica vertreten.
In der zweiten Hälfte des 19. Jahrhunderts war Basauri der größte Ort der Gegend und dessen Verwaltungszentrum. 1902 wurde im unmittelbar nördlich gelegenen Nachbardorf Arizgoiti ein neues Rathaus gebaut. Denn Arizgoiti wuchs schneller als das alte Dorf Basauri und lag zudem zentraler, nämlich gleich weit entfernt von den beiden äußersten Punkten der Gemeinde: San Miguel de Finaga, eine frühere Einsiedelei, im Süden und El Boquete (Zubialdea) im Norden. Arizgoiti ist heute einer von Ortsteilen von Basauri und dessen Stadtmitte. 
Basauri war bis zum Ende des 19. Jahrhunderts ein überwiegend ländlich geprägtes Gebiet, bis zu dem Zeitpunkt, als die metallverarbeitende Fabrik Basconia gegründet wurde und mit ihr die Industrialisierung der Stadt einsetzte. In 50 Jahren stieg die Einwohnerzahl von ein paar tausend Einwohnern auf 55.000 im Jahr 1978. Familien aus allen Regionen Spaniens haben Basauri erweitert und in seiner Urbanität radikal verändert.

## Bevölkerung
| 1900   | 1910   | 1920   | 1930   | 1940   | 1950   | 1960   | 1970   |
| 1.989  | 3.456  | 5.194  | 9.444  | 10.405 | 11.626 | 22.991 | 41.558 |
| 1980   | 1990   | 2000   | 2001   | 2003   | 2007   | 2009   | 2012   |
| 55.648 | 50.940 | 47.376 | 46.669 | 45.346 | 43.250 | 42.657 | 42.971 |

## Persönlichkeiten
- Agustín Ibarrola (1930–2023), Maler und Bildhauer
- Itziar Ituño (* 1974), Schauspielerin